# 岡薩洛 (阿基坦公爵)
貢薩洛·维克托·阿方索·何塞·博尼法乔·安东尼奥·玛利亚及诸圣·德·波旁-达姆皮埃尔（Gonzalo Víctor Alfonso José Bonifacio Antonio María y Todos los Santos de Borbón y Dampierre，1937年6月5日—2000年5月27日），出生于罗马。西班牙王子，阿基坦公爵。是塞戈维亚公爵海梅亲王的次子。西班牙国王阿方索十三世孙子。法国王室主系派首领路易二十世的叔叔。胡安·卡洛斯一世国王的堂兄。